# Räätäjärvi
Räätäjärvi är en sjö i Finland. Den ligger i kommunen Sotkamo i landskapet Kajanaland, i den centrala delen av landet, 500 km norr om huvudstaden Helsingfors. Räätäjärvi ligger 156,9 meter över havet. Den är 11,5 meter djup. Arean är 1,7 kvadratkilometer och strandlinjen är 13,14 kilometer lång. Sjön  ingår i Uleälvens huvudavrinningsområde.   Den ligger vid sjön Honkajärvi. I omgivningarna runt Räätäjärvi växer i huvudsak blandskog.